# Révolte de Sam-byŏlch'o
La Révolte de Sam-byŏlch'o (hangeul : 삼별초의 난 ; hanja : 三別抄의 亂 ; RR : Sambyeolchoui nan) est une révolte de forces armées du régime coréen du Koryŏ entre 1270 et 1273. Elle est écrasée par la combinaison des forces légitimistes du régime du Koryŏ et de forces Mongoles. 